# Sainte-Émélie-de-l'Énergie
Sainte-Émélie-de-l'Énergie est une municipalité de la municipalité régionale de comté de Matawinie, située dans la région administrative de Lanaudière, au Québec, au Canada.

## Toponymie
Le village est nommé en l'honneur de l'épouse du premier colon, Jean-Antoine Leprohon.

## Histoire

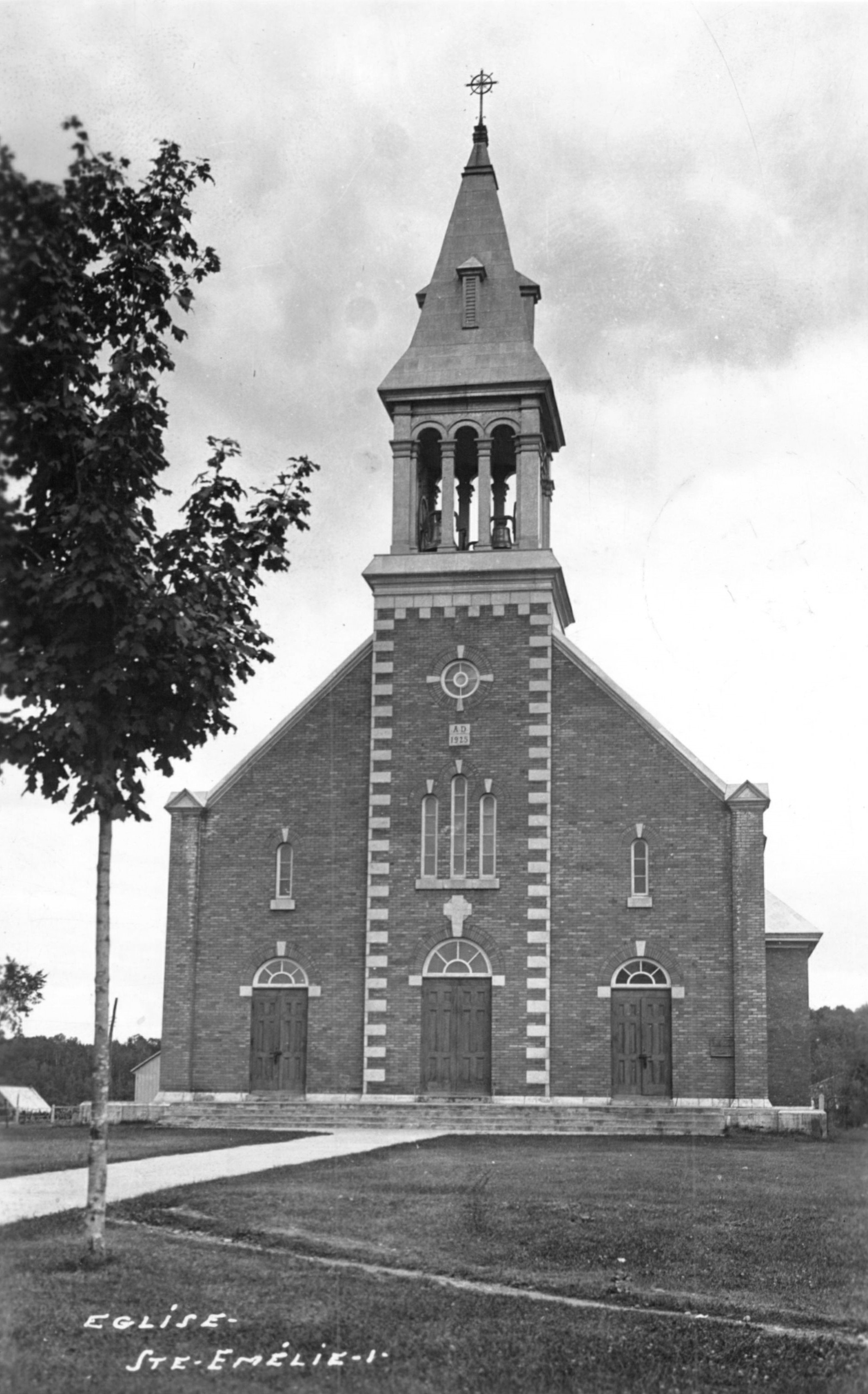
Deuxième église, entre 1925 et 1941

En 1854, Jean-Antoine Leprohon quitte la ville pour s'établir dans le canton de Joliette pour y fonder un établissement, comme l'avait fait son cousin, Barthélémy Joliette, fondateur de la ville du même nom. Le nouvel établissement a pour nom L'Énergie.
La paroisse de Sainte-Emmélie-de-l'Énergie est érigée canoniquement le 20 avril 1870. La municipalité de paroisse reprend le nom légèrement modifié pour devenir Émélie en 1884.
En 1911, on dénombre 186 fermes et 2600 vaches laitières qui alimentaient 4 beurreries et une fromagerie. En 1946, 8 moulins à scie sont en opération.
Le 30 mai 1924, un incendie ravage le village causant la perte de 60 maisons et de l'église. Cet événement est connu sous le nom de «Grand feu».
Dans la nuit du 27 au 28 juin 2007, l'église du village est complètement détruite par un incendie dont la cause est attribuée à la foudre. Un bâtiment plus moderne est reconstruit sur le site et les cloches de l'église disparue sont exposées devant le bâtiment.

## Géographie
La rivière Noire traverse la municipalité du nord-est au sud-est. 
À partir de son crénon, dans le nord-ouest de la municipalité, la rivière Leprohon coule vers le sud-est jusqu'à sa confluence avec la rivière Noire à l'ouest du village.
Le Crique à David, qui coule vers le sud, traverse le sud-est de la municipalité jusqu'à sa confluence avec la rivière Noire.
La rivière Blanche traverse la limite sud-ouest de la municipalité.
La rivière de la Boule traverse la limite nord-ouest de la municipalité.

## Démographie
| 1991  | 1996  | 2001  | 2006  | 2011  | 2016  | 2021  |
| ----- | ----- | ----- | ----- | ----- | ----- | ----- |
| 1 288 | 1 437 | 1 500 | 1 681 | 1 644 | 1 567 | 1 567 |

## Administration
Les élections municipales se font en bloc pour le maire et les six conseillers.
| Sainte-Émélie-de-l'Énergie Maires depuis 2001                                                                        |               |                                  |          |
| Élection | Maire         | Qualité                          | Résultat |
| 2001 | Lynn Marcil   |                                  | Voir     |
| 2005 | Lynn Marcil   | Voir                             |          |
| 2009 | Atchez Arbour |                                  | Voir     |
| 2013 | Atchez Arbour | Voir                             |          |
| 2017 | Martin Héroux | Conseiller municipal (2013-2017) | Voir     |
| 2021 | Martin Héroux | Conseiller municipal (2013-2017) | Voir     |
| Élection partielle en italique Depuis 2005, les élections sont simultanées dans toutes les municipalités québécoises |               |                                  |          |

## Éducation
La Commission scolaire des Samares administre les écoles francophones:
- École de l'Ami-Soleil[9]

La Commission scolaire Sir Wilfrid Laurier administre les écoles anglophones:
- École primaire Joliette à Saint-Charles-Borromée[10]
- École secondaire Joliette à Joliette[11]